# سوراخ‌کن

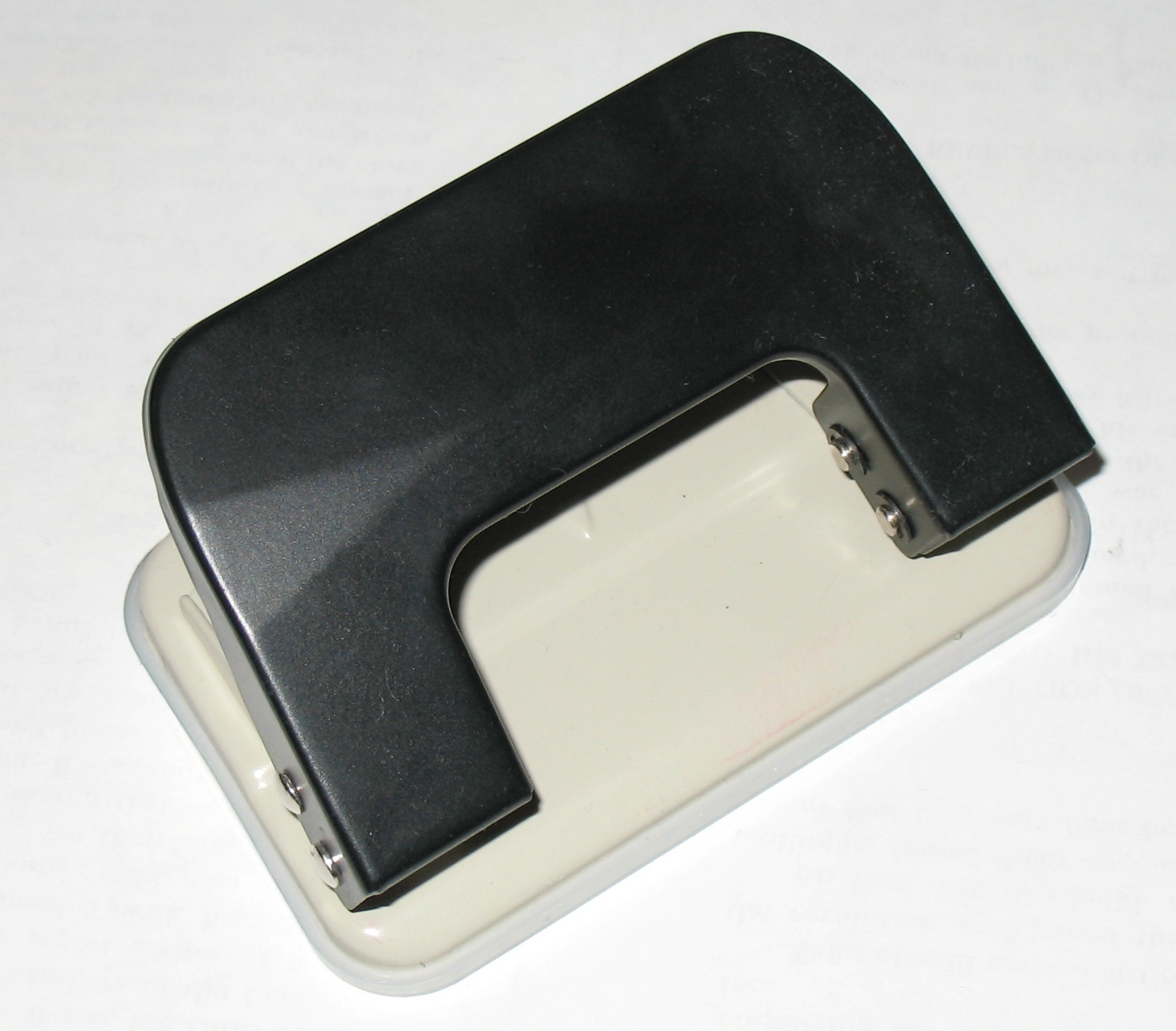
یک سوراخ‌کن دوسوراخه معمولی.

سوراخ‌کن یا پانچ وسیله‌ای‌ست برای سوراخ کردن کاغذ برای قرار دادن در پوشه یا زونکن. سوراخ‌کن در انواع دوسوراخه و چهارسوراخه وجود دارد.
سوراخ‌کن را ماتیاس تیل اختراع کرد و فریدریش زونکن در نوامبر ۱۸۸۶ آن را به ثبت رساند.